# Ахметжанов, Марат Муратович
Марат Муратович Ахметжанов (род. 22 декабря 1964, Акчатау) — казахстанский деятель правоохранительных органов, бывший министр внутренних дел Республики Казахстан (2022—2023), сейчас аким Акмолинской области.

## Биография

### Семья
Жена — Гулнара, дочь Гульдана и сын Алкей. Есть братья Ануар (заместитель руководителя нацкомпании «Казахстан темир жолы») и Берик (прокурор Осакаровского района Карагандинский области, поэт). Происходит из рода  Каржас племени Аргын

### Образование
Окончил в 1991 году Карагандинский государственный университет (юрист). В 1983—1986 годах проходил срочную службу в рядах ВМФ СССР. Владеет казахским, русским и английским языками. Мастер спорта по дзюдо.

### Профессиональная деятельность
Начинал работу в прокуратуре города Темиртау, где работал в 1991—1993 годах следователем. Позже работал в прокуратуре Карагандинской области (следователь по особо важным делам), в Генеральной прокуратуре Республики Казахстан, Министерстве юстиции и Министерстве внутренних дел Республики Казахстан. В 1993—1996 годах занимал посты старшего следователя по особо важным делам Генеральной прокуратуры (Специальная прокуратура по борьбе с коррупцией) и начальника отдела региональных следователей (Управление по расследованию особо опасных преступлений). В 1996—1997 годах — начальник отдела управления по расследованию особо опасных преступлений при Государственном следственном комитете (ГСК), а также начальник Управления расследований Военно-следственного департамента (стал начальником этого управления в МВД в 1997—1998 годах).
В 1998—2001 годах Ахметжанов был заместителем директора департамента расследований, а также заместителем председателя Комитета по исполнению судебных постановлений при Министерстве юстиции РК. В 2001 году возглавил Департамент по надзору за законностью следствия и дознания Генеральной прокуратуры. С 2003 по апрель 2006 года занимал пост прокурора Павлодарской области, с 20 апреля 2004 года по сентябрь 2009 года — прокурор Южно-Казахстанской области. С 3 сентября 2009 года по февраль 2012 года — председатель Комитета по правовой статистике и специальным учётам Генеральной прокуратуры РК. В феврале 2012 года назначен заместителем председателя Агентства РК по борьбе с экономической и коррупционной преступностью (финансовой полиции).
С декабря 2014 по июнь 2016 года работал в Атырауской области сначала главой Департамента по делам государственной службы и противодействию коррупции, а с 12 января 2016 года — главой Департамента Национального бюро по противодействию коррупции. Со 2 июня 2016 по 16 апреля 2021 года — заместитель Генерального прокурора Республики Казахстан. С 28 октября 2019 года входит в Комиссию по правам человека при Президенте РК. 16 апреля 2021 года возглавил Агентство РК по противодействию коррупции, 9 сентября 2021 года возглавил Межгосударственный совет по противодействию коррупции СНГ.
С 25 февраля 2022 года по 2 сентября 2023 года — министр внутренних дел Республики Казахстан.
22 октября 2022 года присвоено специальное звание Генерал-полковник полиции.
С 5 сентября 2023 года — аким Акмолинской области.

## Награды
Ордена и медали
- Орден «Данк»:
  - I степени (май 2020)
  - II степени (6 мая 2014)
- Орден «Курмет» (2008)
- Орден Межпарламентской ассамблеи СНГ «Содружество» (декабрь 2020)
- Медаль «10 лет независимости Республики Казахстан» (2001)
- Медаль «10 лет Конституции Республики Казахстан» (2005)
- Медаль «10 лет Астане» (2008)
- Юбилейная медаль «300 лет Российскому флоту»
- Медаль «Адмирал Кузнецов»
- Орден «Содружество» (27 ноября 2020 года, Межпарламентская ассамблея СНГ) — за активное участие в деятельности Межпарламентской Ассамблеи и её органов, вклад в укрепление дружбы между народами государств — участников Содружества Независимых Государств[6]

Специальные звания и классные чины
- Государственный советник юстиции 3-го класса (декабрь 2004)
- Государственный советник юстиции 2-го класса (с мая 2019)